# Вольтерсдорф (Вендланд)
Вольтерсдорф (нем. Woltersdorf) — община в Германии, в земле Нижняя Саксония.
Входит в состав района Люхов-Данненберг. Подчиняется управлению Люхов (Вендланд). Население составляет 974 человека (на 31 декабря 2010 года). Занимает площадь 27,97 км².
Коммуна подразделяется на 4 сельских округа.